# 马克斯·普朗克天文研究所
馬克斯-普朗克天文研究所（德語：Max-Planck-Institut für Astronomie，缩写为MPIA）是馬克斯-普朗克協會的一個研究機構。它位於德國巴登-符腾堡海德堡，靠近奧登瓦德，毗鄰歷史上的Landessternwarte Heidelberg-Königstuhl天文台。
這個機構成立於1967年，創始董事是H. Elsässer和G. Munch，繼任者是K.-H. Böhm, George Herbig|G. H. Herbig，和S. V. W. Beckwith。現任的董事是漢斯-沃爾特·利克斯和湯瑪斯·亨甯。

## 研究興趣

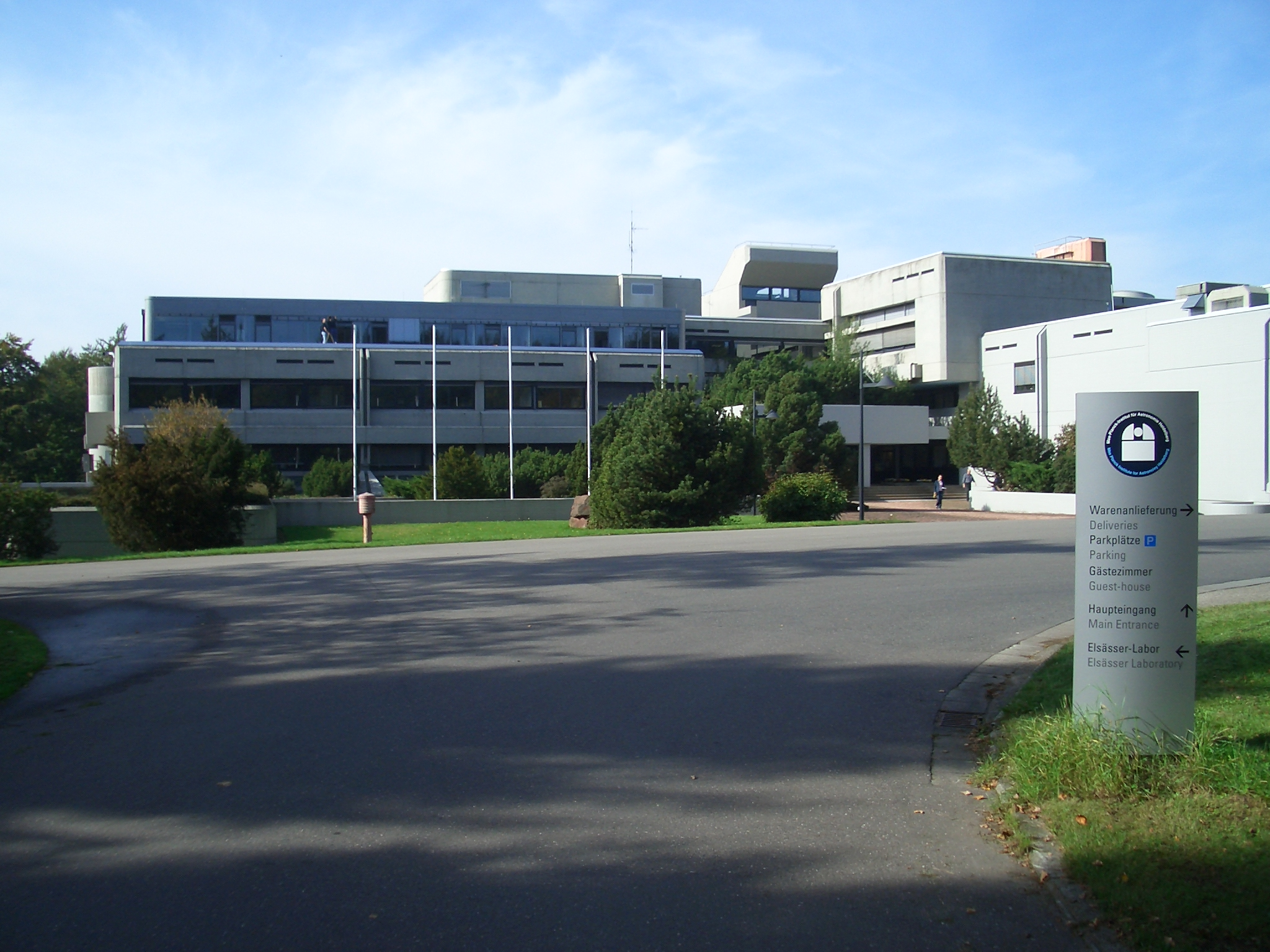
馬克斯-普朗克天文研究所

目前的研究興趣包括湯瑪斯·亨甯集團的行星和恆星的形成，以及漢斯-沃爾特·利克斯集團的星系和宇宙。
MPIA也建立了一部分地基的望遠鏡和衛星，包括下列這些：
- 卡拉阿托天文台：由MPIA和安達魯西亞天文物理研究所聯合運作。
- 帕瑞納天文台
- 大雙筒望遠鏡
- 赫歇耳太空望遠鏡

## 學位計畫
國際馬克斯-普朗克研究學校 (IMPRS) 的天文學和宇宙物理學是提供天文物理學博士研究生學位的課程。這所學校與海德堡大學合作運作。

## 外部連結
- Homepage of the Max Planck Institute for Astronomy （页面存档备份，存于）
- Homepage of the International Max Planck Research School (IMPRS) for Astronomy and Cosmic Physics （页面存档备份，存于）

49°23′47″N 8°43′25″E / 49.39639°N 8.72361°E